# Алфред Рапопорт
Алфред Рапопорт фон Арбенгау (на немски: Alfred Rappoport Ritter von Arbengau) е австро-унгарски дипломат, работил на Балканите и в Близкия изток, защитник на каузата на македонските българи.

## Биография
Рапопорт е роден на 16 юни 1868 година в австро-унгарската столица Виена. Учи в Ориенталската академия във Виена.
Започва работа във външното министерство. На 16 юни 1891 година полага консулски изпит. Изпратен е в районния съд в Триест за правно обучение. На 4 ноември 1892 година е назначен за консулски стажант.
През март 1893 година е прехвърлен към генералното консулство в Шкодра, където на 25 октомври 1895 година е повишен във вицеконсул. На 19 април 1897 година оглавява вицеконсулството в Призрен. На 30 ноември 1898 година става рицар на Ордена на Франц Йосиф. През февруари 1900 година е назначен за временно управляващ новооткритото консулство в Багдад, а на 24 ноември 1903 година е произведен в консул.
На 1 януари 1904 година е прехвърлен като консул и генерален консул в Скопие, където остава до 1909 година. Пътува из Балканите, особено в Албания. Помощник е на Хайнрих Мюлер по приложението на Мюрцщегските реформи. На 22 февруари 1907 година е направен кавалер на Ордена на Желязната корона, III клас и е произведен в изпълняващ длъжността генерален консул, II клас на 1 април 1908 година. Получава много чуждестранни награди като османските ордени „Меджидие“, II клас, и „Османие“, II клас, както и черногорския „Данило“, III клас.
На 27 ноември 1909 година е отзован във външното министерство, където е произведен в генерален консул, II клас на 20 март 1910 година.
Живее заедно с Терезия Юлия Анели, с която има 2 дъщери – Мария Имакулата Стефани, родена на 18 ноември 1905 година във Виена, и Мария Йозефине Шарлоте, родена в Солун на 31 октомври 1907 година. Женят се в Солун на 19 ноември 1909 година.
Във Виена Рапопорт оглавява отдела за Албания и е заместник-шеф на ориенталския отдел. Когато през 1912 година Исмаил Кемал бей провъзгласява независимостта на Албания, в новата страна се сблъскват интересите на Австро-Унгария и Италия. Рапопорт успява да наложи австрийското влияние в артилерията и Албания купува оръдия „Шкода“. При скандала с коронацията на Ото Вите и Мах Хофман, представящи се за племенника на султана Халим Едине и адютанта му, Рапопорт единствен разбира измамата и изпраща инструкции на австрийските представители да не присъстват. На 16 декември 1912 година е произведен в генерален консул, I клас, а на 30 декември 1913 година получава рицарския кръст на Ордена на Леополд.
След възкачването на престола на принц Вилхелм през март 1914 година Рапопорт, за да парира румънско влияние, дава 50 000 маузерови пушки, взети назаем от Германия, на албанските племенни вождове. Рапопорт получава пруския Орден на короната и папския орден „Свети Григорий“, както и италианския Орден на короната. При избухването на Първата световна война през 1914 година Северна Албания е окупирана от Австро-Унгария, а Южна – от Италия. Принц Вилхелм, абдикирал през септември с.г., създава в изгнание Ордена на Черния орел и го връчва в някои редки случаи между 1915 и 1922 година. През март 1915 година Рапопорт също го получава, а след месец приема и друго рядко отличие – османския Железен полумесец с лента.
През март 1916 година Рапопорт е направен благородник и добавя към името си „Ritter von“. Иска на герба си мото на гръцки, но е отхвърлено и се спира на латинското NOLITE IUDICARE SECUNDUM FACIEM. За титлата си Рапопорт иска „Drineck“ (от Дрин), „Arbengau“ (от Arbanum – Албания на латински) или „Arward“ (от Вардар). „Дринек“ е отхвърлено, тъй като има такова село в Бохемия, и е избрано „Арбегау“.
През октомври 1917 година получава II клас на Военния кръст за цивилни заслуги. След края на войната е сред малкото шефове на отдели, които са наети от новото външно министерство като началник на политическия отдел. Когато обаче министерството е реорганизирано през 1920/1921 година, е пенсиониран едва на 52 години.
В последващите години Рапопорт пише много статии по международните отношения в няколко списания и вестници и публикува мемоарите си за престоя си в Македония под заглавия „В страната на мъчениците“ (Au Pays des Martyrs). В книгата, която включва 54 документални фотографии, се подкрепя каузата на македонските българи.
| „ | Не е нужно да повтаряме многобройните исторически, етнически, културни и стопански аргументи, ратуващи в полза на присъединяването на Македония към една Велика България. Но въпреки всичко волята на по-силния е винаги най-добрата и след двете войни виновни са... победените. | “ |

Последната му статия е от пролетта на 1938 година. Умира във Виена на 11 октомври 1946 година.